# 캐소드

캐소드(cathode)는 전자공학, 물리학, 화학 등에서 전극 중 전류가 흘러나오는 쪽의 전극을 의미한다. 전류와 전자의 흐름의 방향은 서로 반대이므로, 캐소드는 극중 전자가 흘러 들어가는 쪽의 전극을 의미한다. 일반적으로 양극 (혹은 음극)으로 번역되지만, 어떤 분야, 또 어떤 환경에서 사용되었는가에 따라 양극을 의미하기도 하고 음극을 의미하기도 한다. 일반적으로 전력을 소모하는 부품이나 장비의 경우 캐소드는 음극이 되며, 전력을 생산하거나 공급하는 부품 및 장비에서는 캐소드가 양극이 된다.
어노드 (Anode)는 캐소드와 반대개념으로, 전류가 흘러 들어가는 쪽 전극을 의미한다. 역시 양극 혹은 음극이라 번역되지만, 상황에 따라 다르게 해석된다.
비슷한 용어로서, 다이노드(Dynode)는 광전 증폭관에서 캐소드와 어노드 사이에 존재하는 여러 전극을 지칭한다.
- 건전지의 경우, 전류가 흘러나오는 곳은 양극이므로, 캐소드는 양극을 의미한다. 반대로 어노드는 음극을 의미한다.
- 전자 부품인 다이오드의 경우 전류가 쉽게 흘러나가는 쪽, 즉 음극이 캐소드이다. 다이오드를 전자 부품 기호로 표시하면 화살표가 지시하는 쪽이 캐소드이다. P-N 반도체 접합의 경우 N 형 반도체쪽이 캐소드이다.
- 화학 및 전기화학에서는 환원이 일어나는 쪽 전극이 캐소드이다. 이 경우, 전기 분해 과정에서는 음극과 같고, 전력 생산 과정에서는 양극과 같다.
- 물리학 및 전자공학에서는 장비 및 부품 내부로 전자가 흘러들어가게 하는 전극을 캐소드라 부른다. 이는 전류가 흘러나오는 방향과 동일하다.
- 전자 부품인 진공관의 경우 자유전자를 방출하는 음극이 캐소드이다.
- 음극 선관, 즉 CRT(Cathode Ray Tube)는 그 명칭이 의미하듯, 캐소드에서 나오는 전자를 굴절시켜 화상을 만드는 장비인 것이다. 전자는 음극 선관의 필라멘트에서 만들어지고, 이것이 캐소드이다. 방출된 전자는 애노드를 통과하면서 가속된다. 가속에 필요한 전기장이 형성되어야 하므로, 애노드는 양극이고, 캐소드는 음극이다.
- 광전효과에서 캐소드도 일정 주파수 이상의 빛을 받아 자유전자를 방출하는 음극이 캐소드라 불린다.

## 같이 보기
- 애노드
- 진공관
- 음극선관
- 광전 증폭관